# Las Golondrinas (Jalisco)
Las Golondrinas es una localidad del estado mexicano de Jalisco. Es parte del municipio de Colotlán.

## Demografía
| Censo | Población |
| ----- | --------- |
| 2000  | 554       |
| 2010  | 1 135     |
| 2020  | 1 107     |